# Studénka
Studénka (německy Stauding) je město v okrese Nový Jičín v Moravskoslezském kraji, rozkládající se po obou stranách historické moravsko-slezské zemské hranice. Známost si vysloužila jako sídlo podniku Vagónka Studénka (od roku 2006 MSV Metal Studénka) a jako rodiště kardinála Tomáška. Žije zde přibližně 9 300 obyvatel. Škola se jmenuje podle Františka kardinála Tomáška, předtím Tomáše Garrigue Masaryka.

## Členění města
Město se člení na tři katastrální území se třemi místními částmi:
- Studénka nad Odrou (tj. místní část Studénka) – na severním břehu řeky Odry; téměř celý katastr leží ve Slezsku, malá severozápadní část katastru byla ale původně součástí Butovic a tedy Moravy.
- Butovice – původně moravská vesnice na severním břehu Odry, k jejímuž katastru byla ale v poválečném období připojena i řada pozemků na západě původního slezského katastrálního území Studénka nad Odrou. Vedle historického venkovského jádra zde vyrostla také tři novodobá sídliště, Sídliště I, Sídliště II a Sídliště Butovická.
- Nová Horka – leží na Moravě, na jižním břehu Odry.

Od 1. ledna 1976 do 23. listopadu 1990 k městu patřil i Pustějov a od 1. dubna 1976 do 23. listopadu 1990 také Albrechtičky.

## Historie
První písemná zmínka pochází z roku 1436. Za Pražmů z Bílkova byla ves připojena k bíloveckému panství. Po Bílé hoře byla Studénka zkonfiskována a prodána Václavovi z Vrbna a tím připojena k fulneckému panství. Poté ještě patřila k Bravantickému statku.
Od roku 1850 patřila Studénka k soudnímu okresu Klimkovice a k politickému okresu Opava, od roku 1896 k okresu Bílovec a od roku 1960 je součástí okresu Nový Jičín. Významnou se pro Studénku stala železnice: roku 1881 byla postavena trať Studénka – Štramberk a v roce 1890 trať Studénka – Bílovec. Kolem roku 1900 byla založena továrna na výrobu železničních vozů.
Z obcí, které dnes tvoří Studénku, byly do roku 1945 Butovice a Nová Horka převážně etnicky německé, zatímco samotná Studénka byla česká. V letech 1938–1945 patřilo území dnešní Studénky k nacistické Třetí říši v rámci Říšské župy Sudety. Po druhé světové válce bylo obyvatelstvo německé národnosti vysídleno. K 1. lednu 1959 byly spojeny obce Butovice a Studénka. Pod názvem Studénka jsou od té doby městem.

## Obyvatelstvo

Věková struktura obyvatel obce Studénka roku 2011
Rodinný stav obyvatel obce Studénka roku 2011
Vzdělání obyvatel obce Studénka roku 2011

## Doprava
Územím města prochází krátký úsek dálnice D1. Z blízkého exitu Butovice vede silnice II/464 v úseku D1 – Butovice – Nová Horka – Příbor. Silnice III. třídy na území města jsou:
- III/46418 Velké Albrechtice – Butovice (průtah) – II/464
- III/46419 Velké Albrechtice – III/46427
- III/46420 Butovice – Pustějov
- III/46421 Bílov – Pustějov
- III/46427 Bravantice – Studénka – II/464
- III/46428 Nová Horka – Bartošovice
- III/46431 Nová Horka – Albrechtičky

Železniční stanice Studénka je rychlíkovou stanicí a přestupním uzlem na železniční trati Přerov–Bohumín. Zastavují zde některé spoje Českých drah a celkem 10 spojů soukromého dopravce LEO Express. Od prosince 2019 zde zastavují také rychlíky RegioJetu ve směru na Brno. Z koridorové trati 270 zde odbočují dvě regionální tratě. Trať Studénka-Bílovec je krátká, nachází se na ní zastávka Studénka město, trať končí už v sousedním Bílovci. Trať Studénka-Veřovice je naopak významná regionální spojnice mezi turisty vyhledávanými městy (Příbor, Kopřivnice, Štramberk) a další významnou tratí Ostrava - Valašské Meziříčí.
Samotná stanice Studénka byla v roce 2003 při budování koridoru od základů přestavěna. Vedle staré vedlejší budovy, několik let sloužící jako provizorní staniční budova, byla na místě stržené historické nádražní budovy postavena zcela nová. Poté i ostrovní nástupiště a místo nevyhovujícího nadchodu na vzdálené Bílovecké nástupiště byl vybudován podchod pod celou šíří kolejiště.

### Železniční neštěstí v roce 2008
Dne 8. srpna 2008 došlo ve Studénce k tragickému železničnímu neštěstí, když vlak EuroCity Comenius narazil do silničního nadjezdu, který se několik sekund předtím zřítil na trať. Podle záznamu rychlosti z lokomotivy jel vlak v okamžiku aktivace rychlobrzdy rychlostí 134 km/h a k nárazu došlo v rychlosti 90 km/h. Na místě zemřelo 6 lidí a 67 bylo zraněno a odvezeno do okolních nemocnic, kde svým zraněním podlehly další dvě osoby. Na místě byl dne 6. 8. 2011 odhalen pomník obětem neštěstí.

### Železniční neštěstí v roce 2015
22. července 2015 se na blízkém přejezdu stala další železniční nehoda. Vlak SC 512 Pendolino jedoucí na trase Bohumín – Františkovy Lázně se srazil s kamionem, který uvízl mezi spuštěnými závorami. Zemřeli 3 cestující a 17 dalších bylo zraněno.

## Pamětihodnosti
- Starý a Nový zámek – komplex budov původně renesančního Starého zámku a barokního, novogoticky přestavěného Nového zámku. K souboru patří zámecký park se stopami původní středověké tvrze, ohradními zdmi a branou.
- Kostel svatého Bartoloměje – novogotický kostel postavený v letech 1874–1880.
- Větrný mlýn – částečně dochovaný zděný mlýn holandského typu z počátku 19. století
- Fabianův kříž z roku 1841

### Přírodní památky
- Bažantula – přírodní rezervace v katastru města
- Kotvice – přírodní rezervace na území stejnojmenného rybníka

## Významní občané

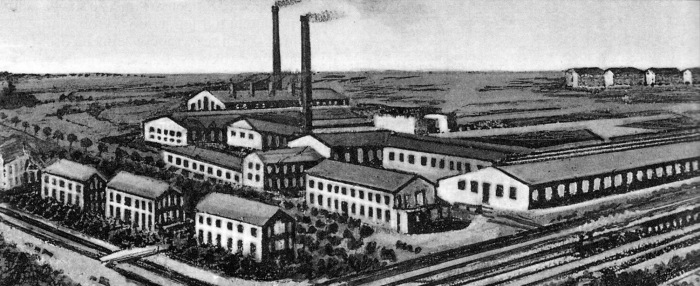
Studénka - továrna na výrobu železničních vagónů kolem roku 1910

- František kardinál Tomášek, 34. arcibiskup pražský a primas český (narozen ve Studénce), jeden ze symbolů svržení komunistického režimu v r. 1989
- Jan Böhm, kněz a buditel
- Matyáš Reinscher, stavitel
- Adam Smuž, zeměpisec
- Vladimír Svačina, hokejista
- Miloš Holaň (mladší), hokejista
- Miloš Holaň (starší), hokejista
- Oldřich Haluska, fotbalista
- Marek Trval, fotbalista
- Nikola Šobichová, zpěvačka (skupina Holki)
- Radana Labajová, zpěvačka (skupina Holki)
- Martin Adamský, hokejista

## Sport
- HC Studénka – lední hokej
- Fotbal Studénka – fotbal
- SK Studénka – národní házená
- STC Studénka – tenis
- TJ MSV Studénka – stolní tenis
- TJ MSV Studénka – šachy
- TJ MSV Studénka – volejbal
- FBC Studénka – florbal
- BMX Studénka – BMX
- HOS – horolezecký oddíl
- AS Bizon Studénka – futsal
- Bojové sporty Studénka

## Průmysl
- Vagónka Studénka – výroba kolejových vozidel, v současné době se již ve Vagónce Studénka nevyrábí. Jejím nástupcem na místě je MSV Metal Studénka.[10]

## Muzea
- Vlastivědné muzeum v Butovicích (1936–1945)
- Vagonářské muzeum, Panská 229

## Partnerská města
- Dąbrowa Górnicza, Polsko (od roku 2006)

## Galerie

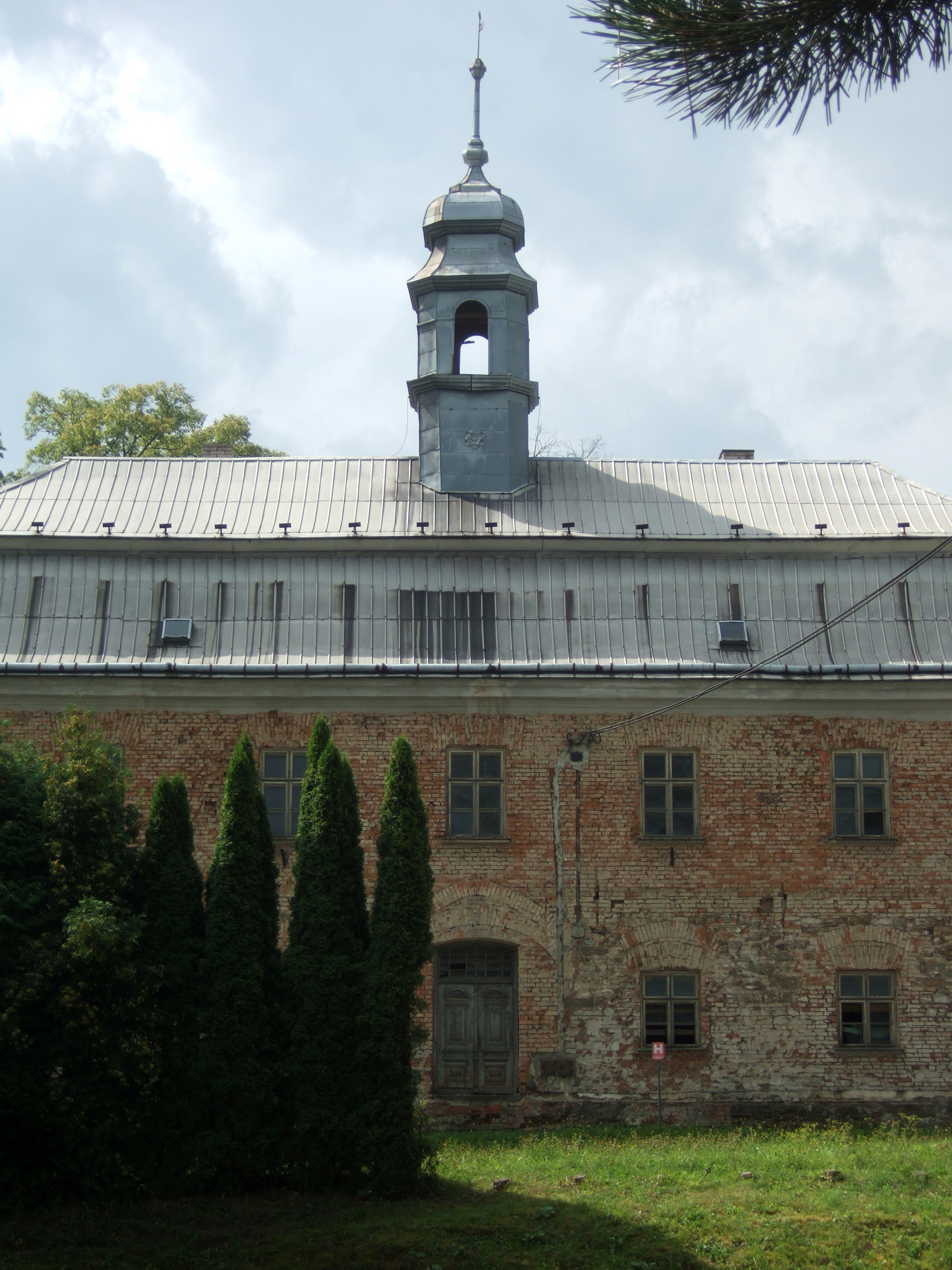
Starý zámek
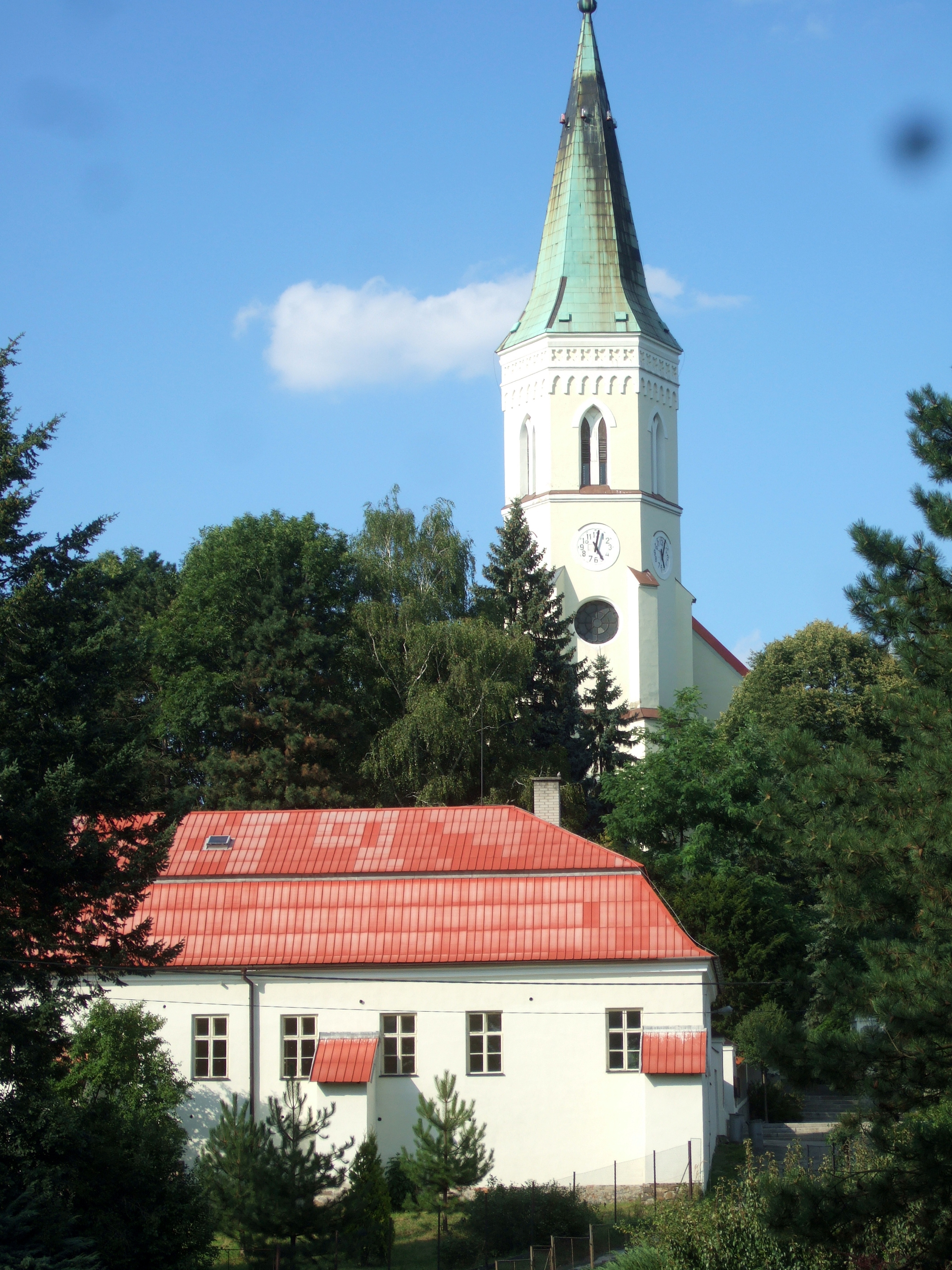
Kostel svatého Bartoloměje a fara
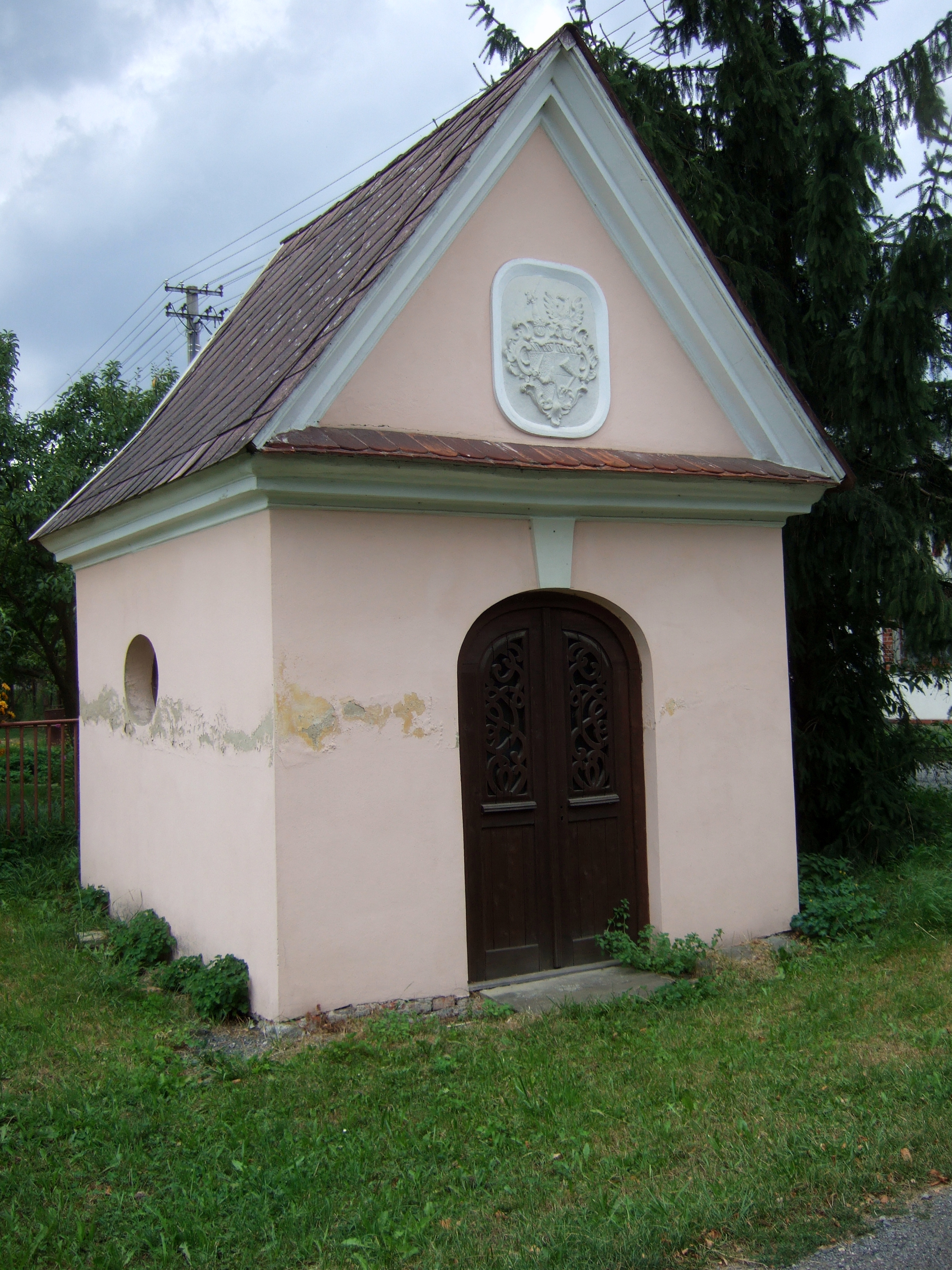
Kaple Řeplínských z Berečka
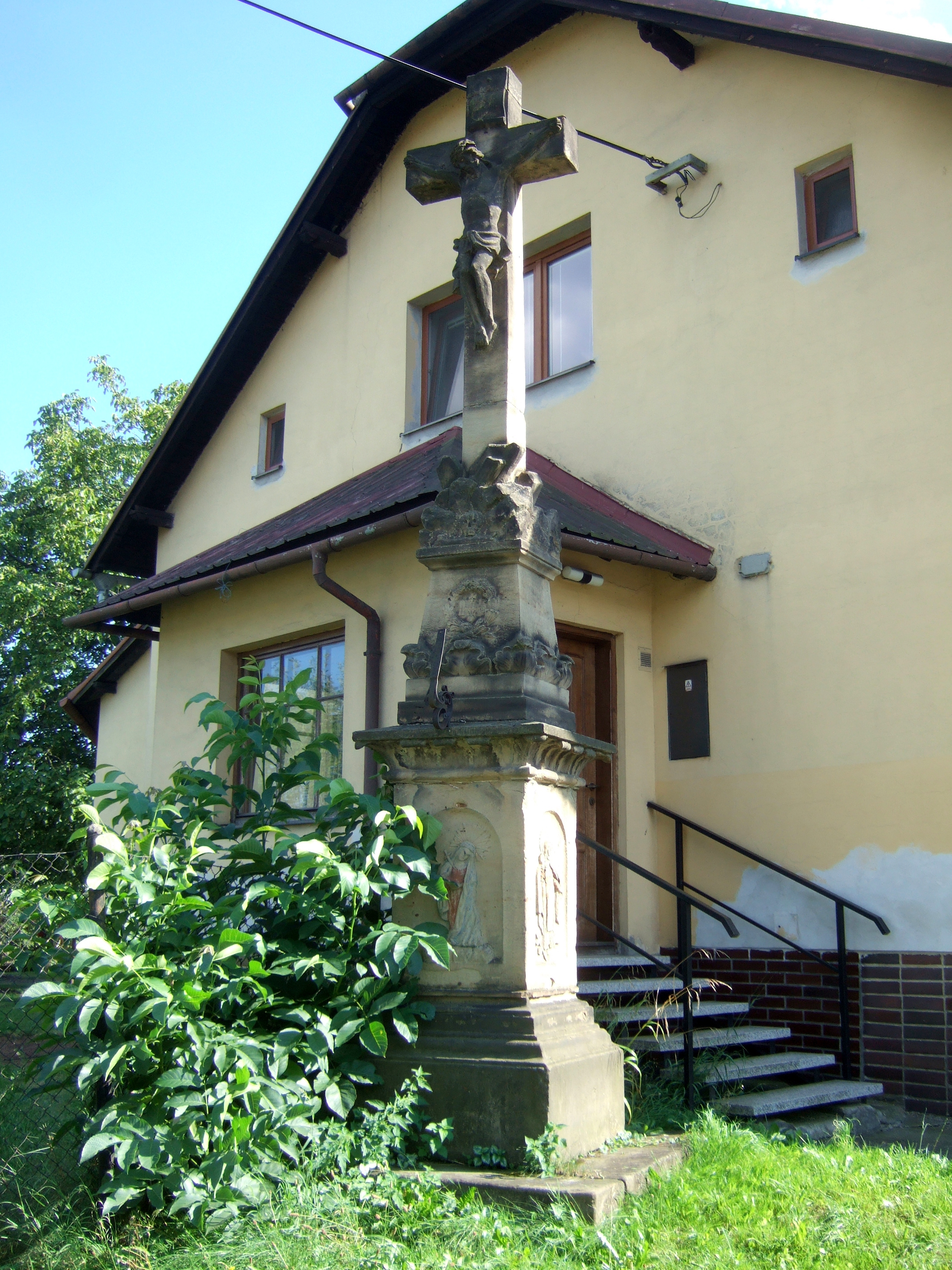
Fabianův kříž
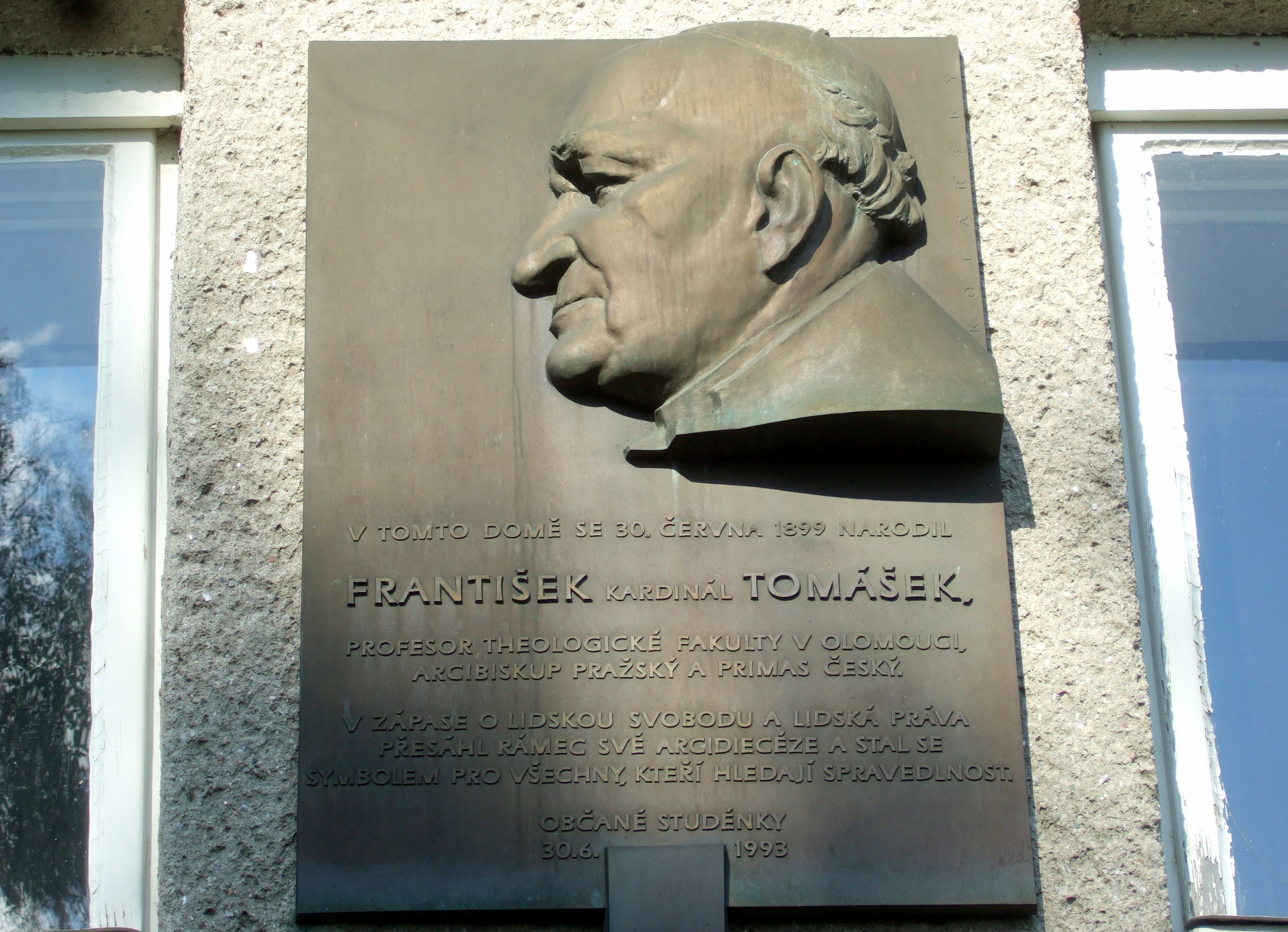
Pamětní deska na rodném domě kardinála Tomáška
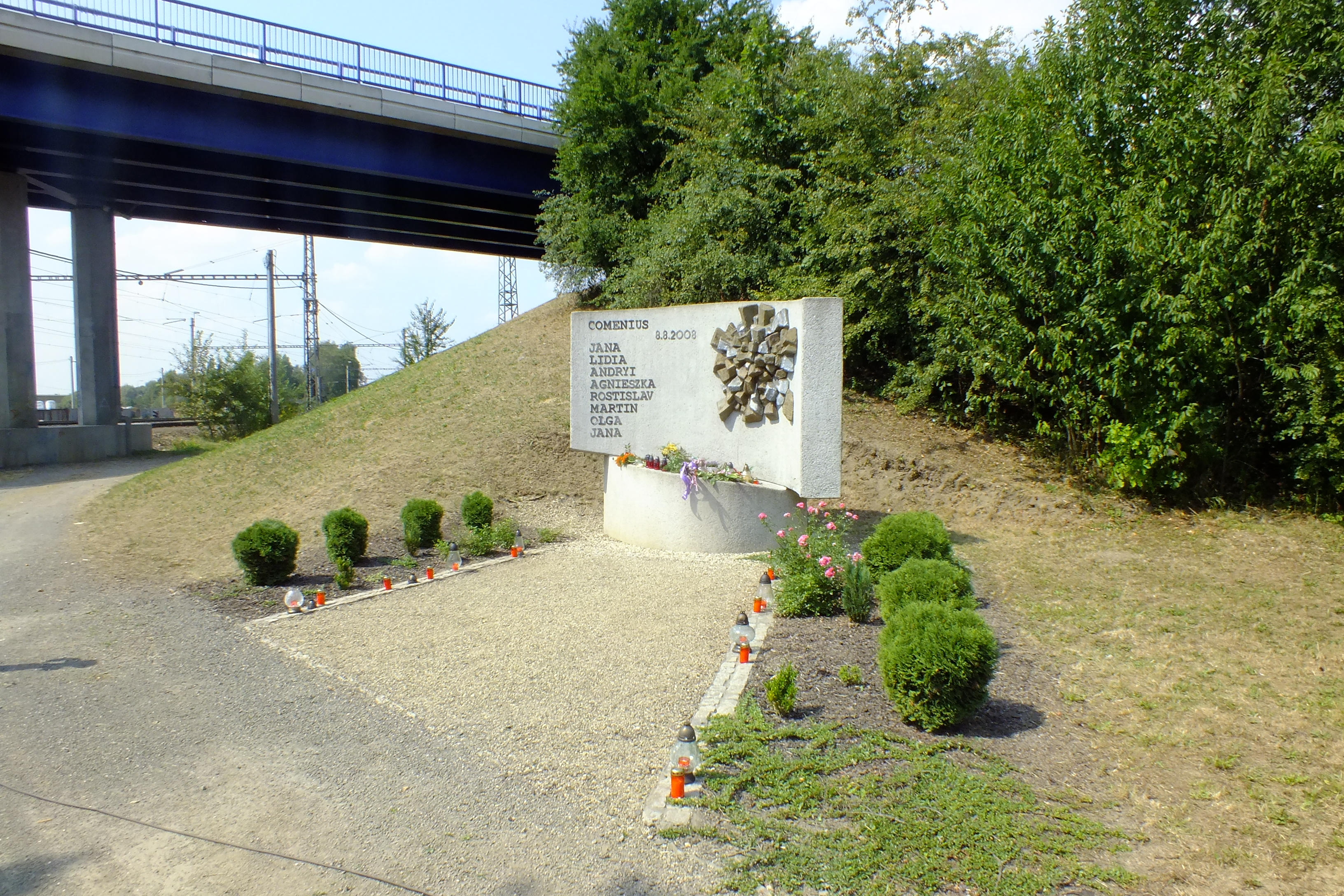
Pomník COMENIUS
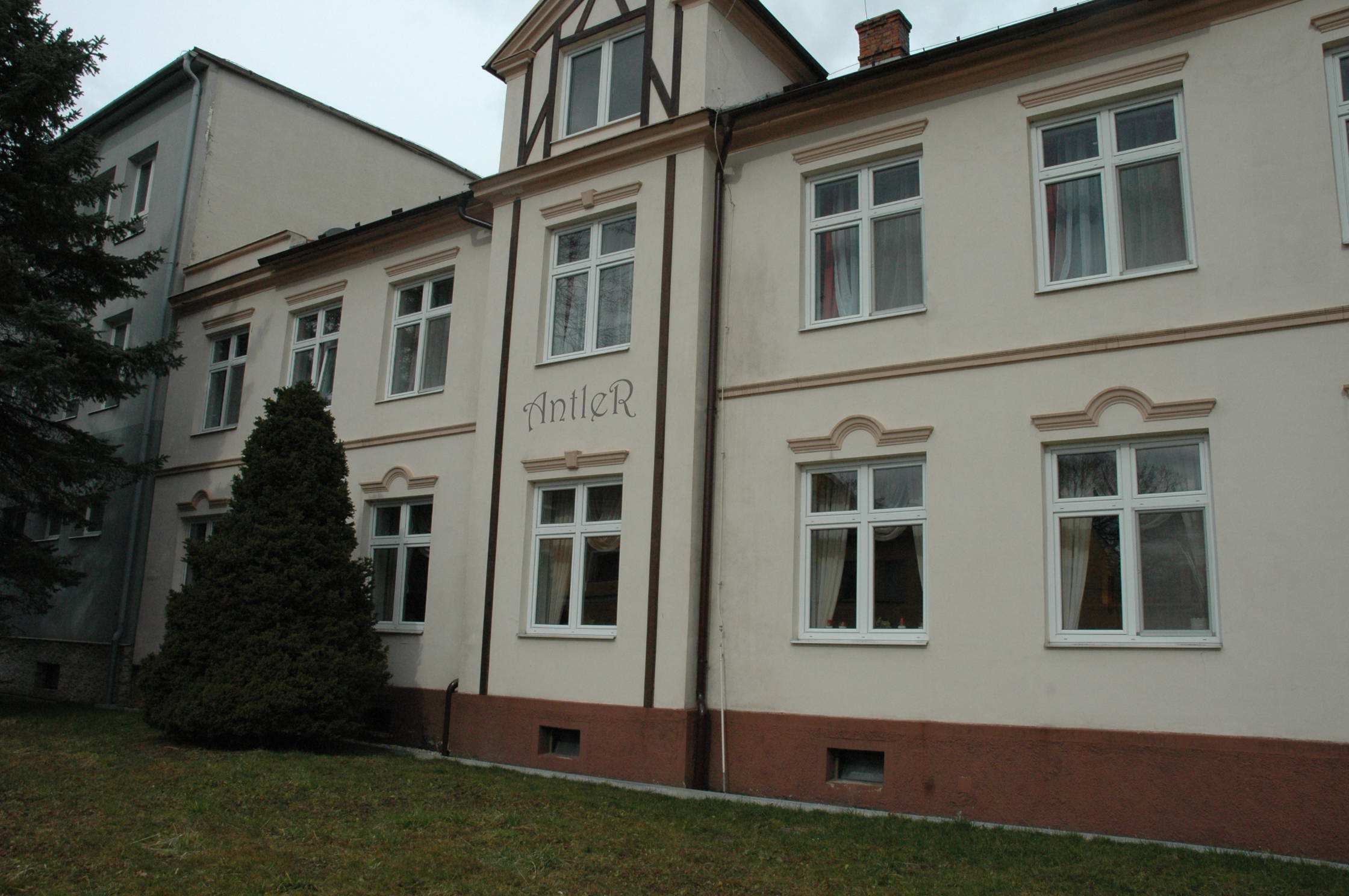
Hotel Antler
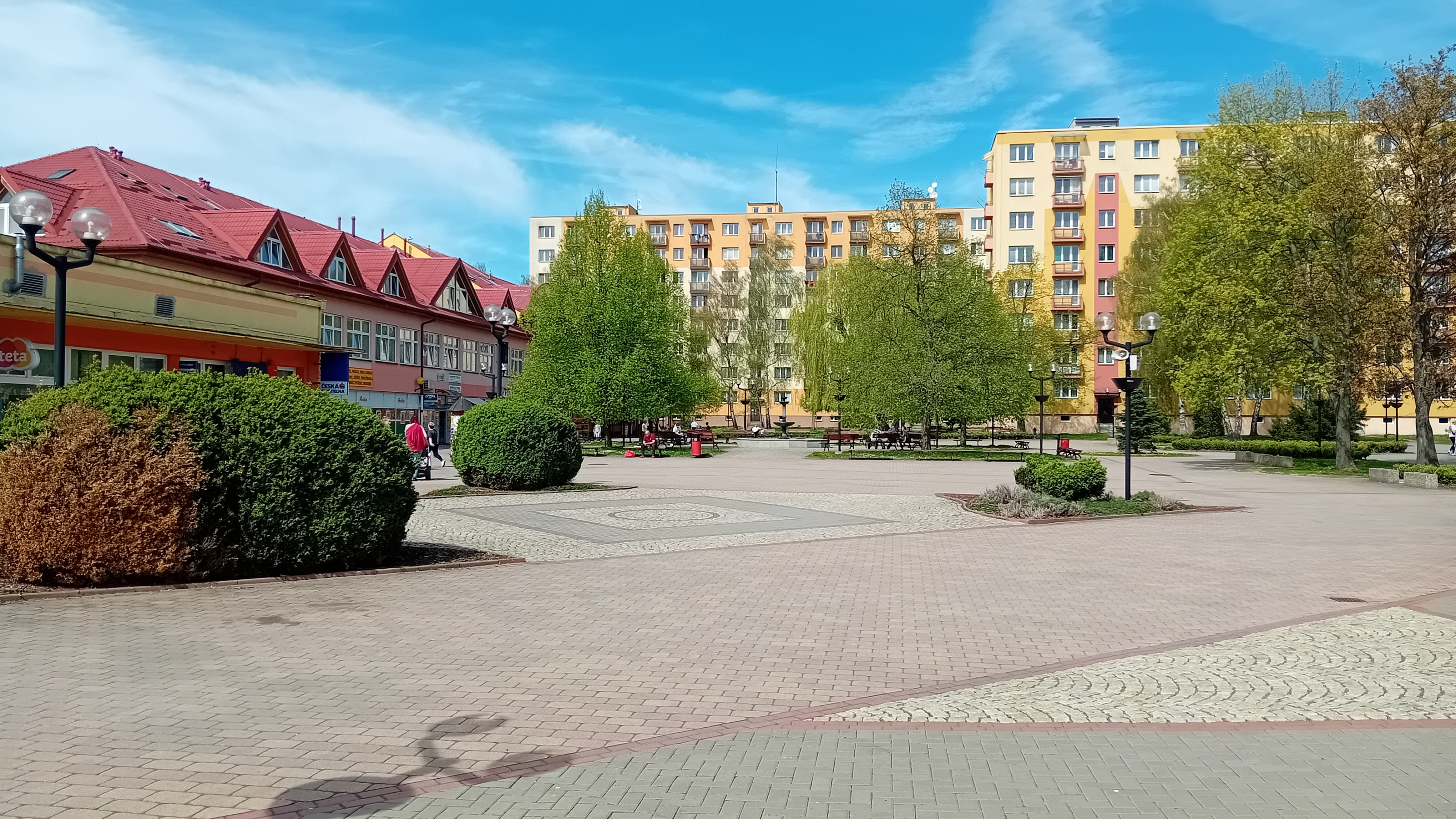
Náměstí